# Историја Француске у средњем веку
Историја Француске у средњем веку обухвата период француске историје од 5. до 15. века. Франци се крајем 5. и почетком 6. века, под владавином Хлодовеха из династије Меровинга, учвршћују на просторима данашње Француске. Династију Меровинга збацио је 752. године Пипин Мали. Каролинзи ће владати Француском до краја 9. века. Од 987. до 1328. године краљеви Францсуке долазе из породице Капета. Гашење лозе Капета довело је до избијања Стогодишњег рата који је завршен средином 15. века победом Француске. На престолу се налазе припадници династије Валоа (1328-1589).

## Франачка
Франци су западногерманска скупина која се први пут помиње у 3. веку. Делили су се на три језгра: северна скупина, Батавци или Салијски Франци, насељавали су област данашњег Келна. Рипуријски Франци насељавали су област средње Рајне, а Хати источно од Рипауријских Франака.
Најјача скупина били су Салијски Франци који 357. године стичу статус римских федерата и насељавају Тоскандрију. Под вођством Меровеха учествују у бици на Маурицијаковом пољу након чега освајају целу северну Галију до Соме. Након пада Западног римског царства, Аквитанију заузимају Визиготи, а облашћу између Франака и Визигота је до 486. године владао римски намесник Сијагрије. Сијагрије је страдао у бици против франачког владара Хлодовеха, а Франци постају суседи Визигота. Године 496. Хлодовех је освојио државу Аламана. Неколико година раније је прихватио католицизам.
Године 500. Хлодовех неуспешно напада Бургундију којој у помоћ притичу Визиготи. Године 507. Франци су у бици код Вујеа поразили Визиготе и протерали их из Галије. Римљани су му доделили титулу конзула. Године 509. Хлодовех постаје и краљ Рипауријских Франака. Престоница му је била у Паризу. Умро је 511. године, а држава је подељена међу четворицом синова.
Хлодовех је био први владар династије Меровинг. Франачки престо био је изборни с тим што је избор био ограничен на лозу Меровинга. Након смрти Хлодовеха, држава се распала те је распарчана остала (изузев мањих прекида) током читаве владавине Меровинга. Старе франачке земље, са обе стране Рајне, чиниле су Аустразију. Северна Галија називана је Неустријом, некадашње Бургундијско војводство је чинило трећу франачку државу, а југозападна Франачка била је позната као Аквитанија.
Франачки краљеви подржавали су католичку цркву, али су истовремено захтевали да је потпуно контролишу. Краљ је утицао на избор епископа, сазивао саборе и потврђивао саборске одлуке и сл. Након изумирања прве генерације свештеника, на њихово место долазе углавном Франци због чега писменост и црквена дисциплина опадају. О историји Франачке у доба Меровинга сазнајемо највише на основу дела „Црквена историја Франака“ епископа Гргура из Тура. Ученост је била веома ретка, а писменост тек изузетак. У последњем веку Меровинга, стварна моћ краљева веома је опала. Многи од краљева били су малолетни те је функцију регента вршио мајордом (управник краљевог двора) или вођа Франака (dux Francorum). Мајордом последњег моћног меровиншког краља Дагоберта (629-639), Пипин Ланденски, основао је племићку породицу из које су у наредном периоду бирани мајордоми за франачке краљеве. Пипинов син је Карло, прозван Мартел (чекић), мајордом од 714. до 741. године. Зауставио је продор Арабљана који су у периоду од 711. до 717. године заузели Визиготску Шпанију и Септиманију у бици код Поатјеа 732. године.

### Пипин Мали
Карла су наследила двојица синова, Пипин и Карломан. Пипин се 747. добровољно замонашио и оставио власт своме брату. Пипин је покретач реформи у франачкој цркви које је извршио заједно са енглеским монахом Светим Бонифацијем. Сви франачки свештеници заклели су се папи на покорност, одређено је да се црквени сабори одржавају сваке године и, најважније, манастири су прихватили правила Светог Бенедикта. Правила су се изражавала у целибату, сиромаштву, послушности, одрицања воље, потпуне покорности опату, физичком раду, читању, учењу и др.
Пипин је настојао и формално преотети власт од меровиншког краља. За укидање свете меровиншке лозе била му је потребна сагласност цркве. Сагласност је Пипин потражио од папе који је, на основу Константинове даровнице, сматран за меродавног да одлучује о таквим стварима. Папа му је дао пристанак те је 751. године Пипин крунисан за франачког краља од стране Светог Бонифација. Хилдерик III (последњи меровиншки краљ) протеран је у манастир. Тиме је Меровинге заменила династија Каролинг. Пипин је папи убрзо узвратио услугу. Лангобардски краљ Аистулф је неколико година раније освојио Равенски егзархат (до тада византијску територију) и угрозио самог папу. Пипин је покренуо два похода против Аистулфа. Равенски егзархат је освојен и прикључен Папској држави.

### Карло Велики
Пипина су наследила двојица синова (768): Карло и Карломан. Карломан је убрзо умро (711), те је Карло постао краљ читаве Франачке. Године 773. Карло је, под изговором нових лангобардско-папских сукоба, освојио Павију и преузео лангобардску круну. Од 772. до 792. вођен је рат против Саксонаца. Године 787. освојио је Баварску што је Франачку довело у додир са Аварским каганатом. Убрзо је Аварски каганат прикључен Франачкој која се сада простирала до Фрушке горе. Године 778. Карло је покренуо поход на омајадску Шпанију, али је доживео пораз код Сарагосе, а његова заштитница страдала је на Пиринејима. Од 795. до 812. године, Карло је обновио рат и освојио североисточни део полуострва (до реке Ебро).
Године 800. Карло је у Риму крунисан за римског цара од стране папе Лава III. Био је први цар у западној Европи још од пада Западног римског царства. Још једна од Карлових заслуга јесте и увођење учености у варварску државу. На свој двор позвао је десетак учених људи из Европе чија је највећа заслуга била преписивање дела при чему је развијено минускулно писмо познатије као каролина. Међу учене људе на двору спадају и Алкуин, Петар из Пизе, Павле Ђакон и Ајнхард.

### Хришћанство у Франачкој
Једина установа која је преживела распад римске државе била је католичка црква. Кључна личност у покрштавању Франака био је њихов краљ Хлодовех (481-511). По доласку на власт, Хлодовех је желео овладати средишњом и јужном Галијом коју су углавном насељавали правоверни хришћани, а владали аријански Визиготи. Хлодовеху је стога било корисно имати добре односе са епископима. Његова жена, бургундска принцеза Клотилда, задржала је своју веру – васељенско хришћанство. Хлодовех је веровао да му је хришћански Бог донео победу над Алеманима због чега се, заједно са 3000 својих ратника, покрстио негде између 496. и 506. године. Правоверно хришћанство постала је вера Франака.
Након смрти франачког краља Дагоберта који је био последњи меровиншки краљ са стварном влашћу, у Франачкој су владали краљеви главни помоћници – мајордоми. Од 687. године ова функција је била резервисана за династију Каролинг. Након смрти Карла Мартела, мајордоми су постали његови синови Пипин и Карломан, знатно побожнији. Они су спровели корените реформе франачке цркве у складу са канонским правом позног Римског царства. Карломан се 747. године замонашио, а мајордом целе Франачке постаје Пипин. Положај му је оспоравао други брат те је Пипину била потребна потврда легитимитета од стране папе. Истовремено је желео да постане и формално краљ Франачке и збаци меровиншког владара Хилдерика.
Пипинова тежња да добије пристанак за свргавање Меровинга поклопила се са потребама папе Захарија да се заштити од Лангобарда који су вршили притисак на Рим. Папа је дао легитимитет Пипиновој побуни и свргавању Хилдерика. Пипин је изабран за франачког краља (751). Пипин је, за узврат, поразио лангобардског краља, а освојене територије (некада византијске) прикључио папиној држави. Ова „Пипинова даровница“ представља почетак папске државе која је постојала до уједињења Италије 1870. године, а постоји и данас као држава Ватикан.

## Каролиншко царство
Лудвиг Побожни није био ни изблиза јак владар као његов отац. У владавини се ослањао на цркву настојећи да спроведе морализацију управе и друштва. Највећи подухват Лудвига Побожног јесте гушење устанка у Панонској Хрватској под вођством Људевита Посавског. Људевиту је подршку пружало Прво бугарско царство заплашено моћним суседом. На југу долази до напада Сарацена који убрзо освајају Сицилију и Крит. Између 829. и 843. године вођен је грађански рат између Лудвигових синова, Карла Ћелавог, Лотара I и Лудвига Немачког. У овом периоду царство је десет пута дељено између претендената. Последња подела извршена је 843. године, две године након Лудвигове смрти, Верденским споразумом. Лотару је припала територија Апенинског полуострва и узак простор до Фризије. Карлу Ћелавом припале су територије на западу, а Лудвигу Немачком на истоку. Тиме је напуштена идеја о јединству Карлове државе. Јединство је накратко обновљено под влашћу Карла Дебелог (881-888). Међутим, Карло је био слаб владар те се држава распала још током његовог живота.

## Француска у 10. веку
Након смрти Карла Дебелог, за француског краља проглашен је Одо, гроф Париза (888-893) који се истакао приликом велике норманске опсаде Париза. Одова владавина започела је успешно. Однео је победу над Норманима код Вердена. Међутим, у даљем ратовању доживљавао је поразе због чега је 893. године свргнут. Краљ је постао Карло III Безазлени (893-929). Рат са Норманима настављен је до 911. године када је нормански војсковођа Ролон након пораза склопио мир са Карлом. Добио је војводство Горњу Нормандију као феуд постајући тиме вазал француског краља. Исте године Карло је освојио немачко војводство Лотарингију након смрти Лудвига Детета. Пред крај Карлове владавине побунио се бургундски војвода Раол који је, након Карлове смрти 929. године, проглашен за краља (929-936). Карлов син Луј IV избегао је у Енглеску. Током Раолове владавине Бургундско војводство се ујединило као независна краљевина Арелат. Након Раолове смрти, најутицајнији човек у држави, Иго Велики, поставио је Луја IV за краља (936-954). Наследио га је Лотар III (954-986), а њега Луј V Лењи (986-987). Луј је збачен јер се противио миру Француске и Немачке. На престо је постављен Иго Капет (987-996).

## Капети
Положај Ига Капета био је симболичан. Једини његов успех било је постављање свога сина Роберта на функцију савладара. Тиме је основао нову династију Капета која ће Француском владати до 1328. године. Ига је наследио син Роберт II Побожни (996-1031). Он је држави припојио Бургундију након смрти свога ујака Хенрика, грофа Бургундије. Роберт је ступио у институцију Божијег мира која је настала 990. године са циљем да обезбеди обуставу рата на одређени период. Владавина Анрија I (1031-1060) обележена је сукобом са светоримским царем Хенриком III. Следећи владар, Филип I (1060-1108) био је у сукобу са папом Урбаном II због недозвољеног брака. Папа га је екскомуницирао 1095. године на сабору у Клермону који је означио и почетак Првог крсташког рата.
Филипа I је на престолу наследио син Луј VI (1108-1137). Династију Капет на власт су поставили француски племићи којима је одговарала слаба личност на престолу. Племићи су на својим поседима били независни. Краљева власт била је само формална. Луј је током своје владавине водио дугу и успешну борбу против феудалаца за учвршћење краљевске власти. У борби се ослањао на цркву, поготово на опата Сен Денија, Сижеа. Цркви као највећем земљопоседнику није одговарала феудална анархија. Читав низ манастира широм Француске омогућио је француском краљу да утиче на своје вазале све више се мешајући у њихове послове. Захтевао је да се судски спорови врше пред њим. Луј је освојио грофовију Фландрију 1127. године. Успешно је ратовао против енглеског краља Хенрија I у Нормандији и немачког краља Хенрика V који је напао Француску 1124. године због тога што је француски краљ подржавао папу Калиста у борби за инвеституру.
Последње велико што је краљ Луј VI урадио било је уговарање венчања свога наследника Луја VII (1137-1180) са Елеонором, војвоткињом Аквитаније. Међутим, Аквитанију су контролисали немирни властелини те је власт Луја VII била само формалност. Луј и Елеонора се нису слагали ни као личности. Луј је био побожан, а Елеонора је била у љубавним везама са својим рођацима, грофовом Анжуја Жофроа Плантагенетом и Рајмундом, кнезом Антиохије. Заједно су учествовали у неуспешном Другом крсташком рату (1147-9). Луј је први владар који је пристао да крене у рат. Он је наговорио Бернарда од Клервоа да проповеда у областима северно од Алпа. Елеонора је Лују рађала само ћерке. Њих двоје су се договорили да се 1152. године разведу. То је обавио сабор француских епископа због блиског крвног сродства. Одмах пошто се развела од Луја, Елеонора се удала за Хенрија II, војводу Нормандије и грофа Анжуја. Две године касније Хенри је постао и енглески краљ. Он је на својим поседима у Француској и даље био вазал француског краља. Заплашен од моћи Плантагенета, Луј је прогласио брак неважећим (јер га он као сизерен није одобрио) и објавио Хенрију рат. Женидбом са Аделом од Блоа стекао је подршку ове моћне породице. Ускоро је потпао под власт својих шурака. Са Хенријем се није могао мерити на бојном пољу те је покушавао да га угрози сплеткама. Подржавао је устанак барона у Енглеској и Хенријевог противника Томаса Бекета, архиепископа Кентерберија. Хенри је угушио побуну и још више учврстио власт над француским поседима. Са Аделом од Блоа, Луј је добио сина, Филипа II (1180-1223). Он је покушао да се споразуме са Хенријем. Стварни владар постао је још током очева живота, а званично га је наследио 1180. године. Филип је 1182. године вршио прогоне над Јеврејима.

### Филип II Август
Филипов главни противник били су Плантагенети. Подржавао је побуну Хенријевих синова, Ричарда и Јована 1189. године. Хенри је умро исте године, а наследио га је син Ричард. Из савезника, Ричард је сада постао Филипов главни противник. Заједно су учествовали у Трећем крсташком рату. Краљеви су у рат кренули истовремено немајући поверења један у другог. Филип је одабрао копнени пут, преко Алпа до Ђенове. У Месини је провео зиму заједно са Ричардом. Свађали су се и око Кипра. Француски краљ први је стигао у Свету земљу и узео је учешћа у опсади Акре. Након освајања града напустио је Свету земљу правдајући се болешћу и остављајући бургундијског грофа Ига на челу француских крсташа. У Француској, покушао је да убеди војводу Нормандије да му је Ричард предао војводство у Светој земљи. Војвода није поверовао Филиповом фалсификованом документу. Вазали су одбили да крену у рат против Нормандије јер се Ричард налазио у крсташком рату. Филип склапа савез са Ричардовим братом Јованом. Када је Ричард то сазнао упутио се назад из Свете земље, али је на путу заробљен од аустријског војводе док је прерушен покушавао да се провуче кроз Аустрију. Војвода га је продао цару Хенрику VI. Ричард је ослобођен уз откуп. Умро је 1199. године. Наследио га је брат Јован који није био толико способан владар и војсковођа. Филип склапа савез са Артуром, грофом Анжуја и војводом Бретање и покреће рат против Јована (уз изговор да се Јован оженио вереницом његовог вазала). Јован је разбио и заробио Артура, али је његова војска прешла на Филипову страну. До краја 1205. године он је загосподарио Нормандијом, Анжуом, Туреном и Меном. Јован је одбио да призна пораз и склопио је савез са сестрићем Отоном IV, тадашњим немачким царем, и свим француским племићима које је успео да поткупи. Моћна коалиција напала је Филипа 1214. године са две стране. Француски краљ поразио је Отона у великој бици код Бувина. Тиме је однео победу у рату и постао најмоћнији владар Европе, а француска владавина над Нормандијом осигурана је у наредних 100 година. Енглези су на континенту сада држали само област око Гаскоње. Током владавине Филипа Августа избио је Катарски крсташки рат у јужној Француској. Краљ је остао неутралан не одазивајући се на позиве папе Иноћентија да крене у рат.
Краљ Филип створио је две нове врсте административних службеника: баиле и сенешале. Имали су иста задужења: дељење правде и сакупљање краљевих прихода, и за то су примали плату. Баили су бирани из средње класе те су остајали верни владару. Баили су деловали у унутрашњости, а сенешали на непријатељским границама те су располагали и војском.

### Катари
Ред Катара или Албижана (по француском граду Алби) настао је средином 12. века. Неки научници данас сматрају да њихова вероисповест није била хришћанска већ посебна религија која је користила само сјај и језик хришћанства. Себе су називали „добрим хришћанима“. Пореклом су били са источног Медитерана, можда са Балкана. Имали су сопствене дијецезе, свештенство, теологе и обреде. Веровали су да постоје две супротстављене силе у свемиру: добро (духовно) и зло (материјално). Вође су биле „савршени“, а већина следбеника „верни“. Међу самим Катарима било је поделе на оне који су сматрали да је Сатана подређен Богу и оне који су га сматрали једнаким са Богом. Катарска религија била је противцрква римокатоличкој. Најјачи утицај имала је у Јужној Француској. Многи француски грофови подржавали су ред. Папа Инокентије III је наредио тулуском грофу Рајмунду да покрене поход против катара. Овај је то одбио и убио папског легата. Био је то повод да папа покрене Албижански крсташки рат. Војску је предводио Симон од Монфора. Катарски ред уништен је између 1209. и 1229. године. Сам француски краљ Луј VIII је једно време предводио крсташку војску. Као последица Албижанског рата створена је институција инквизиција чији је задатак био да искорени остатак јеретика. Инквизиција (од латинске речи за истрагу) деловала је као у условима ратног стања. Први су је увели немачки цар Фридрих II и папа Гргур IX. Када су оптужени за јерес успели да објасне своје понашање, они су ослобађани. Када нису, они су кажњавани мучењем и одузимањем имовине. Некада су и спаљивани на ломачи од стране световних власти. Инквизиција је у Француској радила један век. Катари су до 1330. године готово у потпуности нестали.

### Луј IX Свети
Филипа је наследио Луј VIII. Он је владао кратко (1223-1226). Једно време ратовао је против Катара. Следећи владар био је Луј IX (1226-1270). До 1234. године регентство је вршила његова мајка Бланка. Као побожан и савестан владар, није волео ратове те је са Хенријем III склопио мир 1229. године. Исте године завршен је и Катарски рат. Луј је презирао феудалне ратове те је наметнуо најпре знатна ограничења, а касније их је и забранио. Једина хришћанска држава са којом је Луј водио рат била је Енглеска под Хенријем III. Хенри је изгубио рат (1242), али Луј није искористио своју победу. Са Хенријем је склопио мир 1259. године којим је Енглеска признала француска освајања на континенту. Након преживљене тешке болести Луј је организовао крсташки рат 1249. године. Крсташи су 1244. године поново изгубили Јерусалим. Поход на Египат завршен је неуспехом, али је Луј у Светој земљи утврдио многе крсташке тврђаве. Пред своју смрт, Луј је покренуо још један крсташки рат 1270. године. Повод је био Бајбарсово освајање кнежевине Антиохије 1268. године. Међутим, Луј није напао Египат већ Тунис. Султан је покушао откупом да га приволи да одустане од рата, али му то није пошло за руком. Французи опседају Тунис. У граду је избила куга која је захватила и крсташки логор. Од ње је умро и краљ Луј 25. августа. Његово тело је исечено на комаде и кутији однесено до Палерма где је сахрањено.

### Лујеви наследници
Луј IX Свети и његов отац Луј VIII оживели су систем апанаже у Француској. Све европске монархије имале су проблем са издржавањем млађе деце својих краљева. Принчеви се нису задовољавали новчаном надокнадом већ су желели сопствена имања и вазале. На срећу, породице ранијих чланова династије Капет биле су мале. Луј VIII је, међутим, имао четворицу синова. Иако по мишљењу бројних историчара је овај систем непромишљен, показало се да је био потребан у тадашњој Француској јер су краљевске територије након Филипа Августа биле превелике да би их краљеви баили и сенешали контролисали. На овај начин све краљевске територије стекле су ефикасну управу. Филип III (1270-1285) и Филип IV (1285-1314) настављају очеву политику ограничења моћи племића.
Под Филипом IV долази до реакције због чега је краљ приморан да племићима попусти у неким захтевима. Финансијске послове у Француској једном годишње проверавали су Темплари чије је седиште било у Паризу. Краљевски дом водио је судске процесе у доба владавине Луја VII и Филипа Августа. Луј Свети оснива тело састављено од професионалних правника које је судило обичним баронима или прелатима – париски парламент. Краљ Филип IV је 1302. године по први пут сазвао „скупштину сталежа“. У сукобу са папством била му је потребна подршка народа. Због тога је упутио позиве цркви, племству и градовима да пошаљу представнике у скупштину. Скупштина је подржала краљеву политику што му је омогућило борбу против папе. У спољној политици, Филип је ратовао са Енглеском од 1294. до 1303. године. Рат је избио због тога што је Филип подстицао устанак Шкота. Године 1306. Филип је протерао Јевреје из Француске. Рат са Енглеском је исцрпео француску благајну те је Филип конфисковањем јеврејске имовине надокнадио трошкове. Из истог разлога је до 1314. године укинуо ред Темплара. Наследио га је син, Луј X.
Филип је имао савез сличан ономе кога је у Енглеску увео Едвард I. Скупштина сталежа садржала је исте основне чиниоце као и енглески парламент. Филипови баили и сенешали нису се много разликовали од Едвардових сенешала. Међутим, између две краљевине било је битних разлика. Француско чиновништво било је далеко бројније од енглеског, а Француска краљевина није била у толикој мери јединствена земља као Енглеска. Краљ Француске није могао владати ни својим доменом као јединственом територијом, а камоли краљевином у целини.

## Стогодишњи рат

### Узроци
Смрћу краља Карла (1322-1328) изумрла је династија Капета. Французи су за краља одабрали нећака Филипа IV, Филипа, грофа Валоа (VI). Међутим, Едвард II је био ожењен са ћерком Филипа IV, а садашњи малолетни енглески краљ Едвард III (1327-1377) био је његов син. Изабела је натерала свога мужа да се одрекне престола у корист свога сина. Едвард је у почетним годинама своје владавине морао посматрати како Роџер и његова мајка пљачкају Енглеску. Он је 1330. године постао пунолетан и силом преузео власт од своје мајке. Мортимер је погубљен, а Изабела заточена на једном имању. И Едвард и Филип VI желели су рат. Повод је пронађен у војводству Гаскоњи. Филип је позвао Едварда да положи лијеж омаж. Едвард је то одбио због чега је Филип конфисковао војводство и објавио рат Едварду.

### Прва фаза
Едвард је 1338. године прешао на континент. Филип је окупио своју војску и кренуо ка Енглезима. Војске се нису сукобиле. Следеће године Едвард је поново прешао у Француску, али је и овај поход био бескористан као и први. Енглеском краљу почело је да понестаје новца. Због тога Немци 1341. године прелазе на страну Француза. Међутим, ни француски краљ није имао новца те је изгледало да ће се рат завршити. Нови сукоб избио је 1341. године око Бретање након смрти војводе. На престо су полагали право његов најмлађи брат, Јован од Монфора и ћерка његовог другог брата. У рату за бретонско наслеђе Филип је стао на страну нећаке бившег војводе, а енглески на страну његовог брата. Рат је трајао 20 година иако су претенденти умрли до 1346. године. Док су се енглески и француски заповедници борили у Бретањи, Филип је безуспешно нападао Гаскоњу. Едвард је почетком 1346. године покренуо флоту у помоћ, али га је бура одувала назад на обалу Корнвола. Јула исте године искрцао се у Нормандији. Када је чуо да Филип у Паризу прикупља снаге од 9000 људи, одлучио је да се повуче, али је флоти досадило да га чека па је без краља испловила у Енглеску. Због тога је одлучио да се пробије до Фландрије до својих савезника. Едвардова војска прешла је Сену и Сому, а Французи су их гонили. Енглези су се због умора зауставили у близини сеоцета Креси у грофовији Понтије. Тамо је Едвард одлучио да сачека Филипа. Енглезе је најпре сустигла француска претходница под грофом Аленсона, Филиповим братом. Краљ му је наредио да нападне непријатеља. Енглези су, уз помоћ својих дугих лукова, уништили Аленсонов одред. Док је борба још била у току стигао је и остатак француске војске. У бици је учествовао и Јован Луксембуршки, краљ Чешке, као најамник француског краља. Он је погинуо у бици. Енглески стрелци разбили су 15 или 16 јуриша француске коњице. Остаци француске војске побегли су ка југу. Након велике победе, Едвард је опсео луку Кале (1347). Филип је сакупио велику војску, али се није усудио да нападне Едварда. Град се предао 4. августа. Едвард је у њему населио енглеске грађане. Кале је остао енглеска тврђава све до 1558. године. То је последњи енглески посед на континенту.
Филип је умро 1350. године. Наследио га је син Јован II Добри (1350-1364). Јованов непријатељ, Карло Лоши, гроф Наваре и Евреа, ступио је у савез са Едвардом. Гаскоњом је управљао Едвард, принц Велса, због оклопа назван „Црни Принц“. Примирје које је наступило након пада Калеа прекинуо је Едвард Црни Принц 1355. године када је опљачкао грофовију Тулузу. Следеће године је Црни Принц извео још један успешан поход због чега га је Јован напао. Битка је вођена у близини града Поатјеа. Црни Принц је изабрао овај терен јер због жбуња француска коњица није могла јуришати. У бици је однео велику победу. Заробио је француског краља Јована, његовог сина Филипа, тринаест грофова, једног архиепископа, шеснаест барона итд. Битком код Поатјеа завршена је прва фаза рата. Са бојног поља побегао је млађи Јованов син, дофен Карло (први који је носио титулу дофена која назив добија по југоисточној француској покрајини) који преузима управу над државом и прикупља новац за откуп. Становништво Париза побеснело је због пораза код Поатјеа. Незадовољни Парижани нашли су свог вођу у Етјену Марселу. Када је дофен Карло био приморан да сазове скупштину сталежа како би му одобрили нове порезе, Марсел и његове присталице настојали су да краљу наметну одређене услове. Након напада побуњеника на краљеву кућу, Карло је приморан да напусти град. Убрзо је сакупио војску и опсео престоницу. Сем Марсела као представника буржоазије, на устанак су се дигли и сељаци у области око Бовеа. Међутим, њихова војска брзо је уништена, а Марсел је убрзо убијен у Паризу приликом обиласка зидова.
Мир са Енглеском у Бретињи-Калеу је склопљен 1359. године. Јован је ослобођен уз велики откуп, Гаскоња је добила територијална проширења (сада је обухватала целу Аквитанију), а Едвард је добио освојене градове у Нормандији, сизеренство над Бретањом и област око Калеа. Пошто су услови били претерани, Црни Принц и Јован склопили су споразум у Бретињију којим су они умањени.

### Друга фаза
Ниједна од страна није очекивала да ће се споразум испоштовати. Француски краљ ослобођен је из заробљеништва након исплате прве рате од 400.000 круна. Заменио га је син Луј, војвода Анжуја. Луј је уживао пуну слободу кретања у Калеу. Искористио ју је да побегне из заробљеништва за једном лепотицом. Краљ Јован је због тога сам поново отишао у заробљеништво. Умро је 1364. године. Нови краљ постао је дофен Карло као Карло V (1364-1380). Под владавином Карла V обновљени су сукоби са Енглеском (1369). Двојица вазала Едварда Црног Принца, војводе Аквитаније и Карловог вазала, послале су краљу жалбу због високих пореза. Црни Принц је проглашен за неверног вазала и кажњен је одузимањем имовине. Рат је поново почео. Ова фаза Стогодишњег рата трајала је пет година. Син Едварда III, Јован од Гана, искрцао се са војском у Калеу и пљачкао је ка југу све до Бордоа. Французи су избегавали битке и покушавали су да ометањем зауставе непријатеља. Руковођење овим акцијама преузео је Карлов брат Луј, војвода Анжуја. Његов најзначајнији заповедник био је Бертран Дигеклен, геније за заседе и изненадне неочекиване нападе на замкове. Оваква тактика показала се успешном те је Карло повратио чак и више него што су његови претходници изгубили. Енглески поседи на континенту свели су се на територију између ушћа Гароне и Пиринеја. Тако је друга фаза завршена успехом француске војске која се, међутим, убрзо суочила са најамницима који су одбијали да се повуку из Француске након завршетка рата. Дигеклен им је нанео пораз, али је у бици сам погинуо. Црни Принц је умро 1376. године, Едвард III 1377, а Карло V 1380. године. Примирје је закључено тек 1396. године на двадесет година. Оно је утврђено склапањем брата између енглеског краља Ричарда II (1377-1399) и Изабеле, ћерке француског краља Карла VI (1380-1422). Ричард је убрзо свргнут са власти, а наследио га је Хенри IV (1399-1413).
Када је Карло V умро, наследио га је малолетни син Карло VI уместо кога је власт преузела група кнежева. Од њих је најмоћнији био Филип, војвода Бургундије. Карло је и након стицања пунолетства био неподобан за владара јер је био луд. Повремено му се враћао разум када је преузимао краљевске дужности. У том случају ослањао се на свог брата Луја, војводу Орлеана. Тако је Луј од Орлеана владао у периодима када је краљ био здрав, а Филип од Бургундије када би губио разум. Луј је убијен од стране плаћеника Јована, Филиповог наследника, новог војводе Бургундије, 1407. године после чега се Француска поделила на две стране. Јован је држао Париз у својим рукама све до 1413. године када су га армањаци (припадници странке војводе Орлеана) приморали на повлачење.

### Трећа фаза
Хенрија IV је наследио син Хенри V (1413-1422). Нови краљ је желео да обнови запостављени рат. Пошто је полагао право на француску круну, он је француским намесницима тражио бројне француске територије. Њихово одбијање да испуне захтев довело је до обнове рата 1415. године. Хенри се искрцао у Нормандију. Приликом освајања Арфлера енглеску војску погодила је дизентерија која је драстично смањила број војника. Хенри се морао повући, али је, да би исказао свој презир према непријатељу, непромишљено одлучио да се повуче преко Калеа. Две војске сукобиле су се код Аженкура. Енглеска војска однела је победу. Француски губици били су изузетно велики, око 4500 људи, а Енглески мали, око 100 људи. Странка армањака која је водила битку је након пораза код Аженкура нестала. Војвода Бургундије постао је господар Француске. Јован од Бургундије је убијен од стране једног орлеанског официра. Наследио га је Филип Добри који са Хенријем склапа мир. Договорено је да се Хенри ожени краљевом ћерком Катарином и тако постане наследник француског престола. До смрти француског краља управљао би Нормандијом и Аквитанијом. Међутим, 1422. године умрла су обојица краљева, и Карло и Хенри. У складу са уговором из Троа (1420), власт је требало да преузме Хенријев малолетни син Хенри VI. Намесништво су преузели Хемфри од Глостера (над Енглеском) и Јован од Бедфорда (над Француском). Југозападни део Француске није признавао Бедфордову власт већ су пристали уз дофена Карла.
Дофен је држао две трећине Француске, али је Париз и даље био у Бедфордовим рукама. Карло је, међутим, био слаба личност на кога је стално неко утицао. Бедфорд је покренуо рат у намери да освоји територије јужно од Лоаре. Енглези су под његовом командом опсели Орлеан. Тада се у Шампањи, у Вокулеру, код заповедника Роберта, појавила сељанка Јованка из Домремија која је била уверена да су јој се указали свеци који су јој заповедили да разбије опсаду Орлеана и крунише дофена у Ремсу. Јованка је убедила неке од Робертових људи. Њено самопоуздање надахнуло је саме војнике из Орлеана да изврше испад и отерају војску која их је опседала. Опсада је разбијена, а Французи убрзо протерују Енглезе из долине Лоаре. Други Јованкин задатак био је крунисање Дофена у Ремсу. Ремс је освојен 16. јула 1429. године након чега је дофен Карло крунисан као Карло VII. Јованка и Карло наставили су ка Паризу кога су опсели, али нису успели да га освоје. Потом је Јованка опсела бургундски град Компјењ. Бургунђани су разбили њену војску, а сама Јованка је заробљена. Бедфорд ју је предао инквизицији. Јованки је суђено као вештици. Осуђена је за јерес и спаљена је на ломачи. Карло није предузео ништа како би је спасао.
Рат је настављен без већих сукоба. Карло VII склапа мир са Филипом Добрим, војводом Бургундије 1435. године. Преговори су вођени у Арасу између Бедофрда који је заступао Енглеску, Карла и Филипа. Са Бедфордом се Карло није могао споразумети те је рат настављен. Енглески намесник убрзо је умро. Енглези су успели да се одрже у Француској још наредних 15 година. Међутим, Французи су освајали град за градом. Последња битка вођена је код Формињија у Нормандији 1450. године. Французи су топовима однели победу. Битком је завршен Стогодишњи рат. Енглези губе власт над Гаскоњом. На континенту им је остао само Кале који се одржао до 1558. године.

## Француска у 15. веку
Карло VII (1422-1461) током своје дугогодишње владавине није имао никакве контроле над кнезовима. Они су по својој вољи склапали савезе и водили ратове међусобно. Занимљиво је да је лиге против Карла предводио његов син, дофен Луј. Након једне од својих завера против оца, Луј је морао побећи на двор бургундског војводе Филипа Доброг. Након очеве смрти наследио је престо као Луј XI (1461-1483). Луј је на почетку владавине морао водити борбу са тзв. Лигом општег благостања коју је предводио његов брат. Након неодлучне битке, краљ је умирио устанике великодушним дељењем поседа. Најопаснији Лујев противник свакако је био војвода Бургундије. Он је био најбогатији владар Западне Европе, а у том погледу се са њим могла мерити само Млетачка република. Најпре је војвода био Филип Добри, а након његове смрти (1467) Карло Смели. Карло је намеравао да обнови некадашње Лотарово краљевство. За то су му недостајале територије Алзаса и Лорене. Луј је у борби са Карлом прибегао сплеткарењу. Убрзо је склопио толико завера да ни сам није могао да се свих сети. Приликом једне посете Луја Карловом двору избила је побуна у Лијежу. Када је Карло сазнао да је краљ организовао побуну, утамничио га је. Луј је вештим подмићивањем издејствовао ослобођење. У наредним годинама Луј осваја Алзас и Лорену. Светоримски цар Фридрих III признао је његова освајања. Потом је Карло напао Швајцарску конфедерацију, али је претрпео потпуни пораз од швајцарских копљаника. Сам војвода је погинуо у бици након чега је избила борба око његових територија (јер није имао деце). Борба је вођена између француског краља и Максимилијана Хабзбуршког. У рату је Луј освојио Бургундију, али је Максимилијан освојио и заувек од Француске одвојио Фландрију.
Владавина Карла VIII (1483-1496) обележена је избијањем Италијанских ратова. Француски краљ је сматрао да полаже права на Напуљску краљевину и настојао је да их обезбеди оружјем.